# Кахцрашен
Кахцрашен (вірм. Քաղցրաշեն) — село в марзі Арарат, у центрі Вірменії. Село розташоване за 8 км на північний схід від міста Аштарак, за 3 км на північний схід від села Айгезард та 3 км на південний схід від села Норашен.